# David García Cortés
David Garcia Cortés (Gijón, 9 de novembre de 1972) és un futbolista asturià. És germà del també futbolista Miner, amb qui ha coincidit en diversos equips al llarg de la seua carrera.

## Trajectòria
Fruit de la fèrtil pedrera de l'Escola de Mareo, pertanyent a l'Sporting de Gijón, David va passar pels diversos equips sportinguistes. El 1990 puja a l'equip filial, l'Sporting Atlético, de Segona Divisió B, on roman tres anys, que compagina amb dues aparicions amb l'equip A a primera divisió. De fet, debuta en la darrera jornada de la temporada 90/91, contra el Valladolid.
Puja definitivament al primer equip la temporada 94/95, on realitza un bona campanya, jugant fins a 30 partits en primera divisió i marca un gol, tot sent una de les notes positivies d'un conjunt que va quedar dels darrers de la taula, el divuité.
David, però, no té continuïtat i deixa el club asturià per incorporar-se el CD Toledo, a la Segona Divisió en aquell moment. Milita tres anys i va de menys a més, fins comvertir-se en titular en la seua darrera temporada a Castella-La Manxa. Tot i així, deixa el Toledo i baixa una divisió més per jugar en Segona B, primer en el Yeclano i la segona part de la lliga al València B.
A partir d'eixe moment comença el declivi de la seua carrera. Passa per diferents equips de la categoria de bronze del futbol espanyol, com la Gimnástica Segoviana, el Siero o el Pájara Playas de Jandia. El 2002 fitxa pel Marino de Luanco, on roman quatre anys entre la 2aB i la Tercera Divisió. Posteriorment, el 2006 fitxa per la Ribadesella, també de la 3a Divisió asturiana, junt al seu germà.

### Clubs
- 89-90 Sporting juvenil
- 90-94 Sporting At
- 90-95 Sporting de Gijón
- 95-98 Toledo
- 98 Yeclano
- 99 València B
- 99-00 G. Segoviana
- 00-01 Siero
- 01-02 Pájara Playas de Jandía
- 02-06 Marino
- 06-09 Ribadesella